# Koutojärvi, Norrbotten
Koutojärvi är en sjö i Övertorneå kommun i Norrbotten och ingår i Keräsjokis huvudavrinningsområde. Sjön har en area på 1,43 kvadratkilometer och ligger 84 meter över havet.

## Delavrinningsområde
Koutojärvi ingår i det delavrinningsområde (735693-184646) som SMHI kallar för Utloppet av Koutojärvi. Medelhöjden är 92 meter över havet och ytan är 5,14 kvadratkilometer. Det finns inga avrinningsområden uppströms utan avrinningsområdet är högsta punkten. Vattendraget som avvattnar avrinningsområdet har biflödesordning 3, vilket innebär att vattnet flödar genom totalt 3 vattendrag innan det når havet efter 49 kilometer. Avrinningsområdet består mestadels av skog (58 procent). Avrinningsområdet har 1,43 kvadratkilometer vattenytor vilket ger det en sjöprocent på 27,8 procent.